# Castellón de Rugat
Castellón de Rugat (en valenciano y oficialmente, Castelló de Rugat) es un municipio de la Comunidad Valenciana, España. Perteneciente a la provincia de Valencia, en la comarca del Valle de Albaida. Antiguamente se ha llamado Castellón del Duc y Castellón de les Gerres. Cuenta con una población de 2352 habitantes (INE 2024).

## Geografía
Situado en la vertiente oriental de la comarca, en la cara norte de la sierra de Benicadell. Su término ocupa unas 2000 ha, de las cuales se dedican unas 1500 a la agricultura y el resto son barrancos y sierras. Las cumbres más elevadas del término se corresponden a la Loma del Manantial (820 m), a las Peñas Altas, la Peña Blanca (530 m), el Algebassó (503 m). A menor altura encuentran tres cerros que enmarcan el pueblo, la Buitrera (371 m), el Morquí (448 m) y la Ermita (372 m). Situado a las pies del cerro de la Ermita, el pueblo se sitúa a una altura media de 320 m. Tiene una cadena de montañas que le separan al sur de la comarca del Condado de Cocentaina, entre las que destaca la sierra del Benicadell. Al norte, levante y poniente, se extiende una zona llana de secano con multitud de barrancos.
Desde Valencia, se accede a esta localidad a través de la A-7 para enlazar con la CV-40 y finalizar en la CV-60.

### Localidades limítrofes
El término municipal de Castellón de Rugat limita con las siguientes localidades:
Ayelo de Rugat, Beniatjar, Luchente, Puebla del Duc, Ráfol de Salem, Rugat y Salem, todas ellas en la provincia de Valencia y Lorcha en la provincia de Alicante.

## Historia
Los primeros testimonios de ocupación del territorio que hoy conforma Castellón de Rugat se encuentran en las cuevas de Llopis y del Pany, datados en el Eneolítico. También se encontraron restos de esta cultura en varios puntos del término como Ofra, el Planet, la Lloseta, etc. Testimonios de la edad del Bronce Valenciano son los poblados encontrados en la Buitrera, l'Algebassó y la Penya Blanca. Con respecto a la época romana, se han encontrado yacimientos a lo largo y ancho de todo el término, destacando por la gran cantidad y diversidad de restos el reciente hallazgo de una villa romana en la partida de Ofra así como los realizados en el Lauro. Otros yacimientos de esta época pueden encontrarse en el Xarxet, Marxillent, Camí Llutxent, etc.
La Reconquista de este territorio llevada a cabo por el Rey Jaime I de Aragón no resultó fácil por la dura resistencia opuesta en esta zona por el caudillo musulmán Al-Azraq causando incluso varias bajas entre los caballeros del Rey, una vez lograda por parte de los cristianos este territorio pasó a formar parte de la Baronía de Rugat, concedida a los Señores de Bellvís hasta que el año 1499 fue adquirida por el Duque de Gandía, pasando a formar parte de los estados de los Duques, que incluso mantuvieron en el pueblo un palacio, del cual se conservan algunos restos del edificio. Los pobladores de Castellón, que a partir de entonces se denominó del duque, eran en la su mayoría moriscos. Por esto, cuando Felipe III ordenó la expulsión de los moriscos, en 1609, Castellón se quedó prácticamente despoblado y abandonadas sus tierras. El Duque de Gandía, Carlos de Borja-Centelles, redactó, en 1611, una Carta puebla por la cual se regiría la donación de las posesiones dejadas por los moriscos y las condiciones que deberán cumplir los nuevos pobladores con el duque, perdurando esta relación de señor y vasallos hasta la abolición de los señoríos, promulgada por las Cortes de Cádiz en 1812.

## Demografía
Castellón de Rugat cuenta con una población de 2352 habitantes (INE 2024).
| Gráfica de evolución demográfica de Castellón de Rugat entre 1842 y 2021                                            |
| |
| Población de derecho según los censos de población del INE Población de hecho según los censos de población del INE |

## Economía
La economía local se ha basado históricamente en la agricultura de secano, inicialmente cereales y viñas, y más adelante árboles frutales. También se ha mantenido una antigua e importante industria cerámica, gracias a fabricantes de tinajas que eran muy populares en la zona. El progresivo declive del sector agrícola ha hecho que durante el último tercio de siglo XX hasta hoy, la agricultura haya ido perdiendo peso en la economía local, hasta convertirse en una segunda actividad secundaria y de tiempo parcial. A pesar de ello, aún existe una Cooperativa Agrícola y tres grandes almacenes dedicados a la exportación y comercialización de fruta que hacen de este un sector relativamente destacado, aun cuando el sector servicios es el motor económico del municipio.
Existe un gran y variado número de servicios en Castelló de Rugat, haciendo que sea un pueblo muy dinámico y zona de atracción para todos los pueblos de los alrededores.
También existen varias granjas ganaderas, dedicadas a la cría de pollos, corderos, cerdos y a la producción de huevos. En los últimos años un sector de fuerte expansión ha sido el de la construcción, tercer sector económico del pueblo según su importancia.
En cuanto a la industria, se destaca la producción de cerámica decorativa y la destinada a la construcción (baldosas, mobiliario, etc.).

## Administración y política
| Periodo   | Nombre                       | Partido                    |
| --------- | ---------------------------- | -------------------------- |
| 1979-1983 | Josep Maronda Alcaraz        | AI - AGRUPACIÓ INDEPENDENT |
| 1983-1987 | Vicent Moreno i Montañés     | PSPV-PSOE                  |
| 1987-1991 | Vicent Moreno i Montañés     | PSPV-PSOE                  |
| 1991-1995 | Vicent Moreno i Montañés     | PSPV-PSOE                  |
| 1995-1999 | Vicent Moreno i Montañés     | PSPV-PSOE                  |
| 1999-2003 | Vicent Moreno i Montañés     | PSPV-PSOE                  |
| 2003-2007 | Vicent Moreno i Montañés     | PSPV-PSOE                  |
| 2007-2011 | José Miguel Barranca Alborch | PP                         |
| 2011-2015 | José Miguel Barranca Alborch | PP                         |
| 2015-2019 | Antonio Esquinas Martínez    | PSPV-PSOE                  |
| 2019-2023 | Antonio Esquinas Martínez    | PSPV-PSOE                  |
| 2023-act. | Vicenta Boscá Lorente        | PSPV-PSOE                  |

## Patrimonio

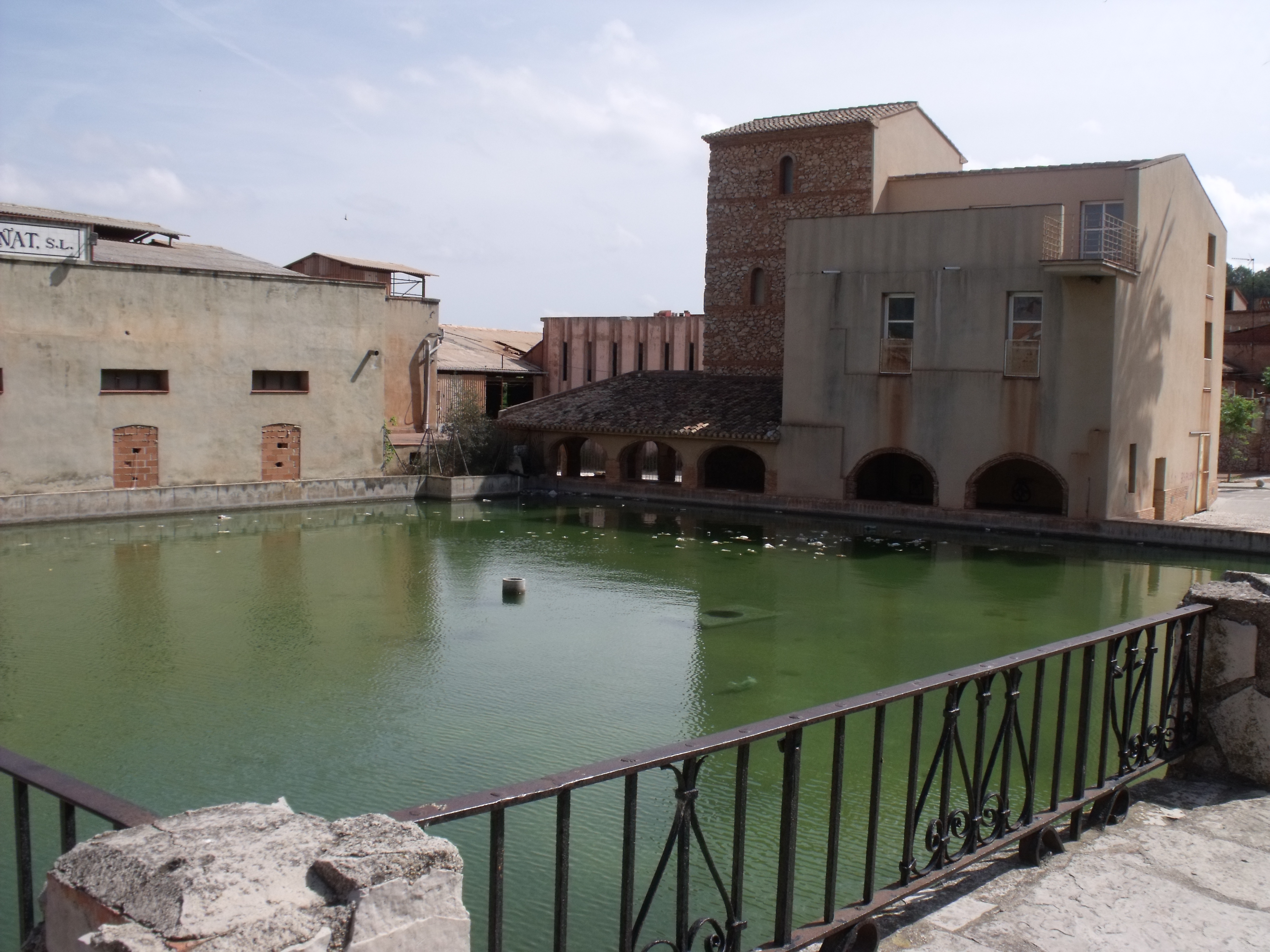
Balsa, fuente y lavadero
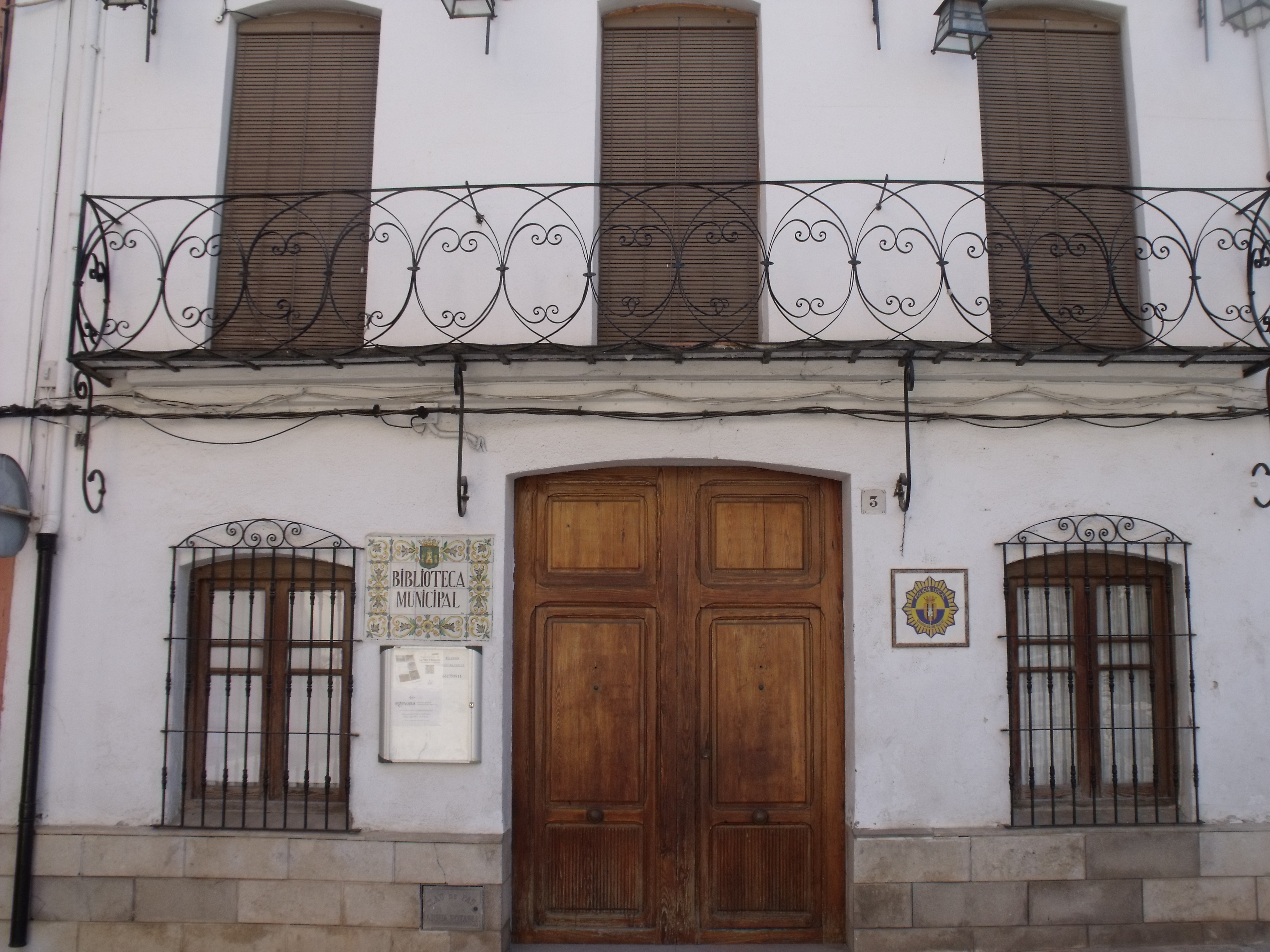
Biblioteca municipal
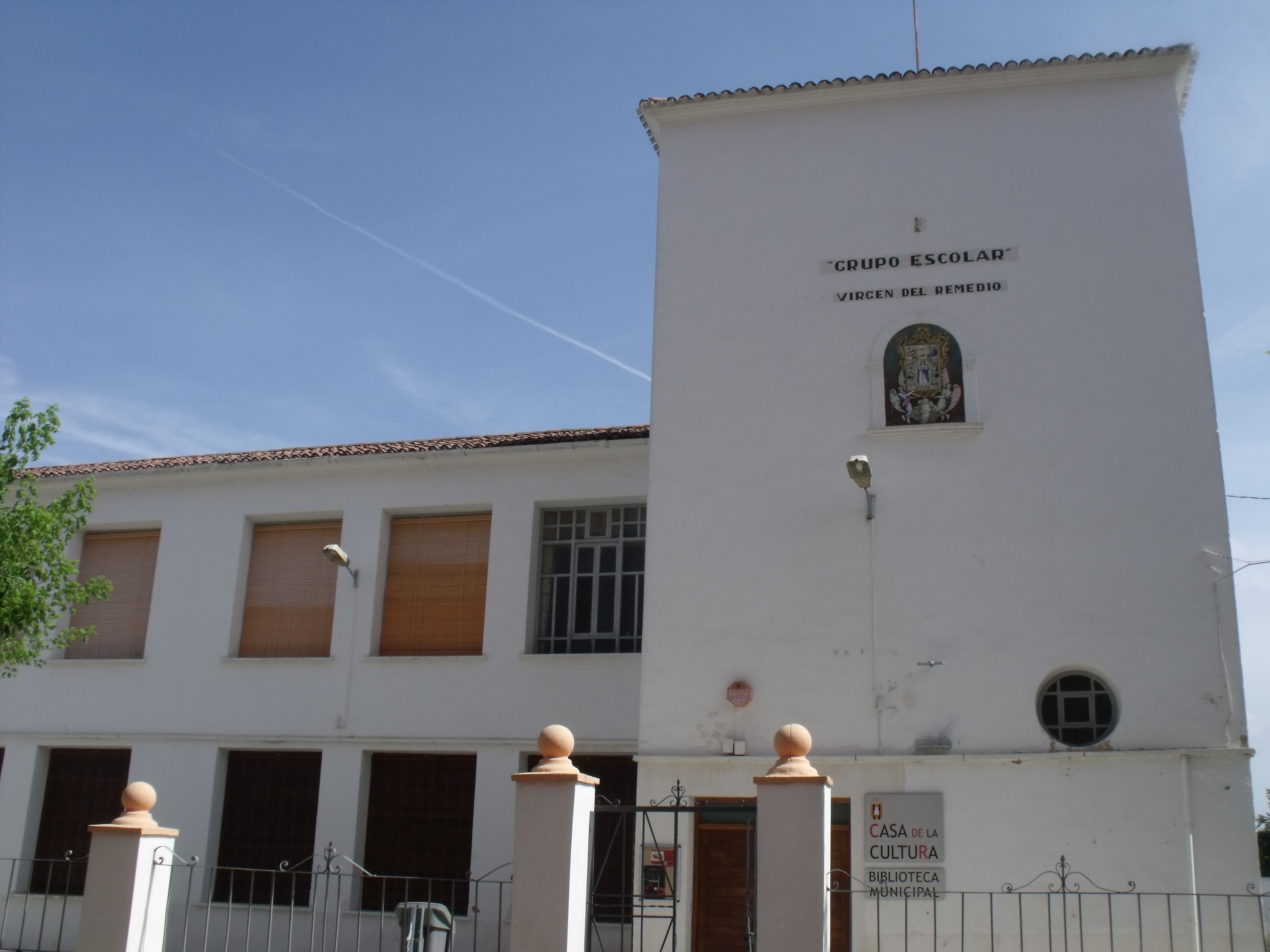
Casa de la Cultura "Carmen Alborch"
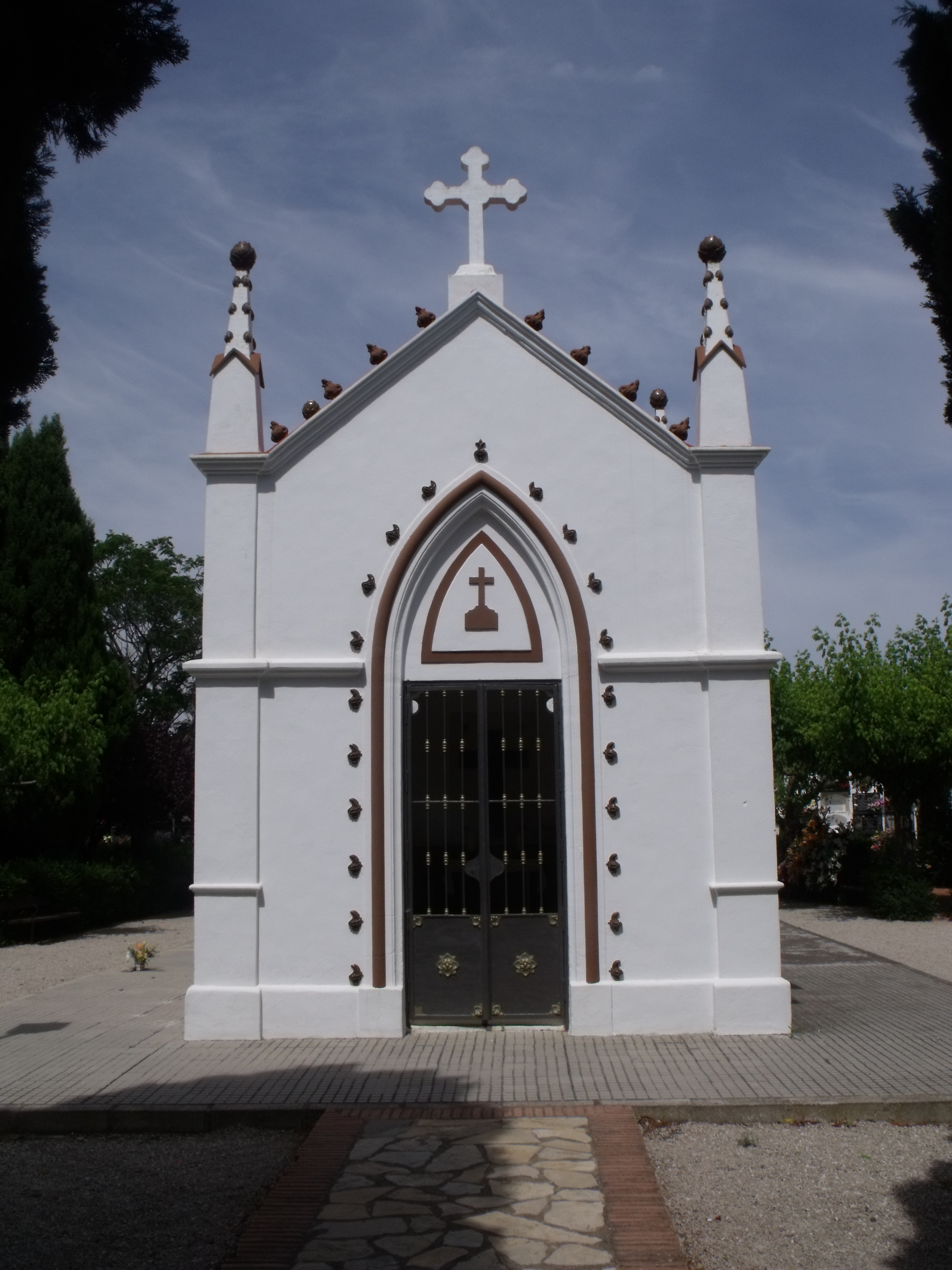
Panteón eclesiástico en el cementerio
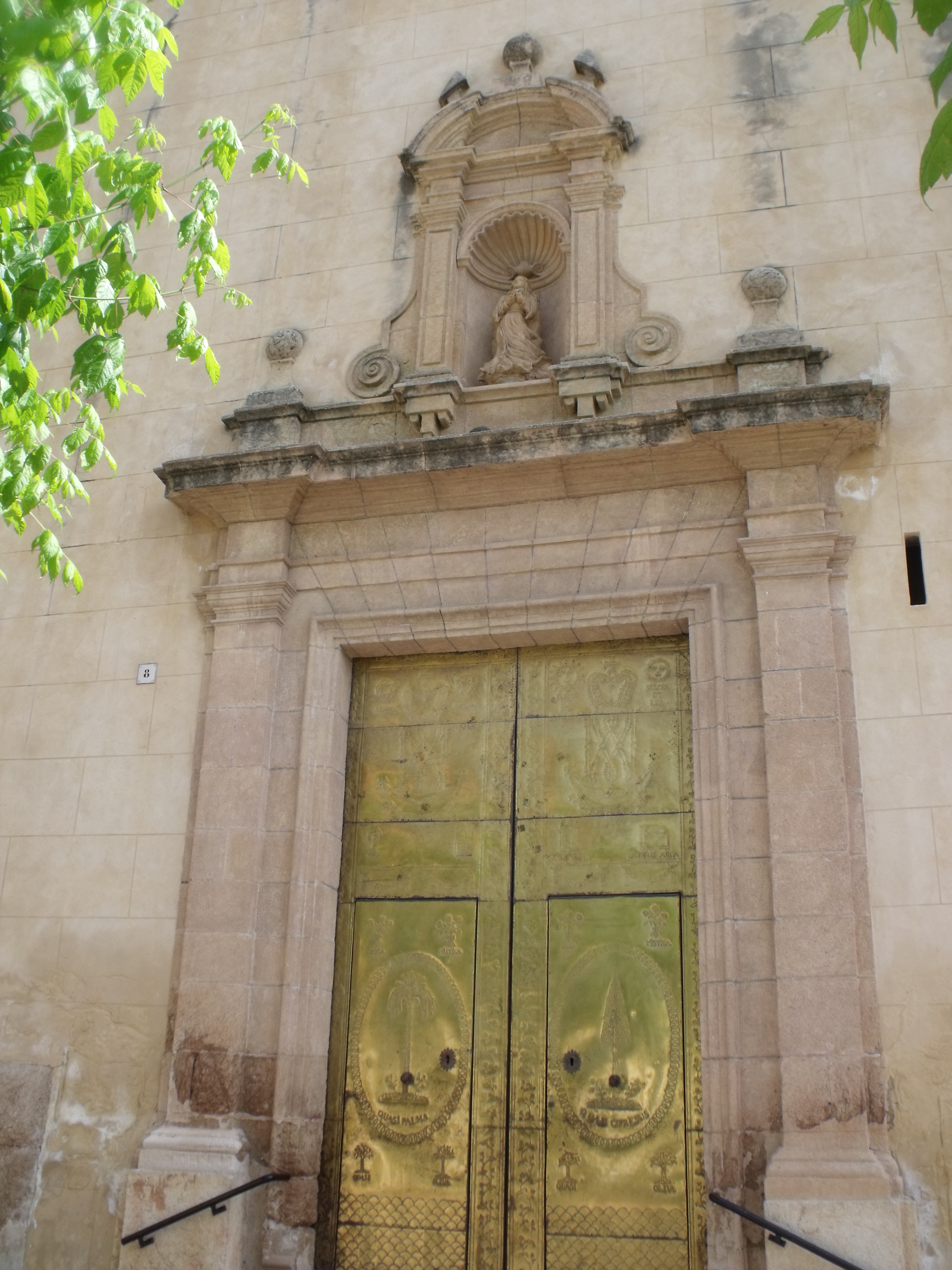
Iglesia parroquial de la Asunción de Nuestra Señora
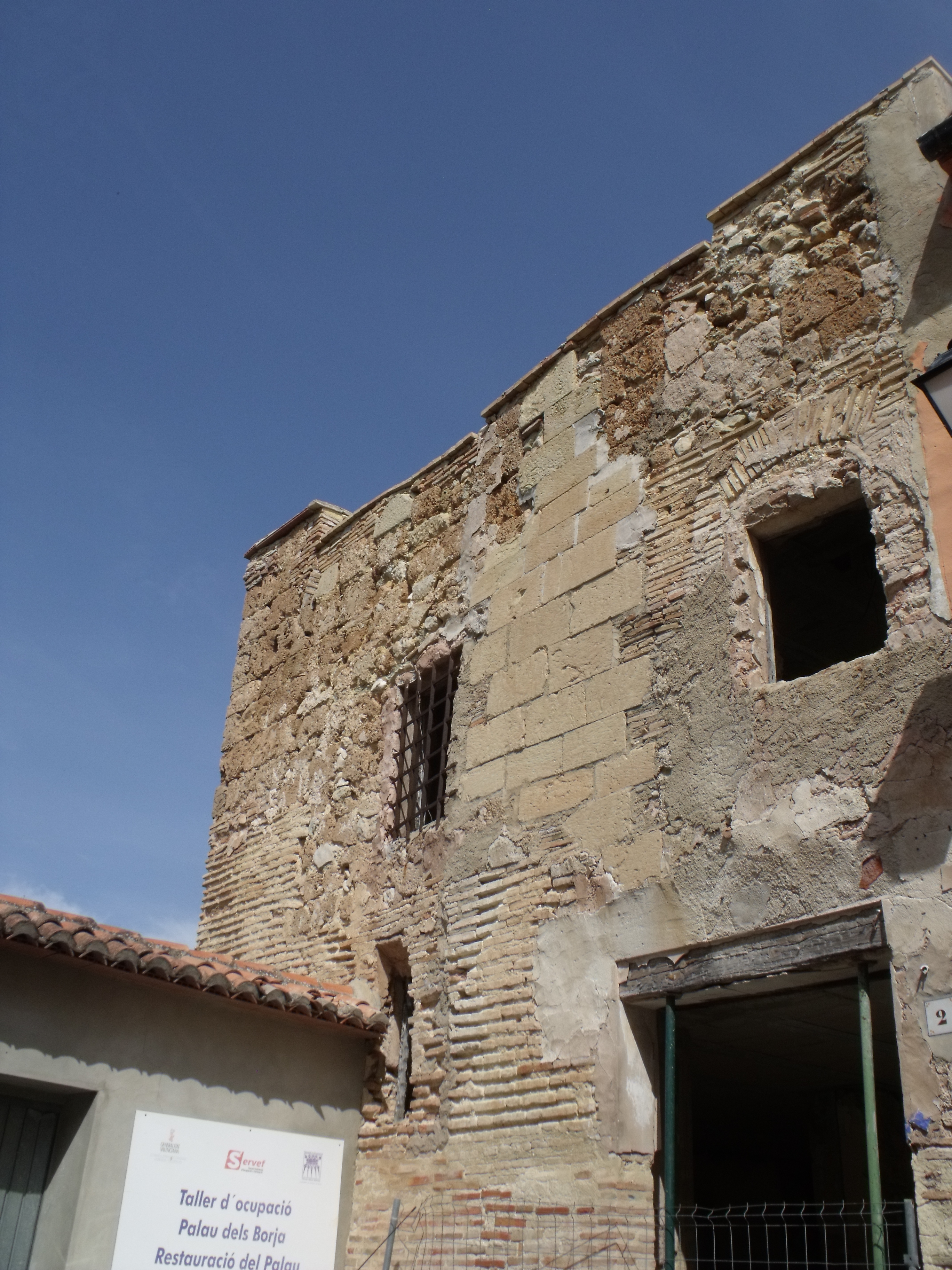
Restos del Antiguo Palacio de los Borja
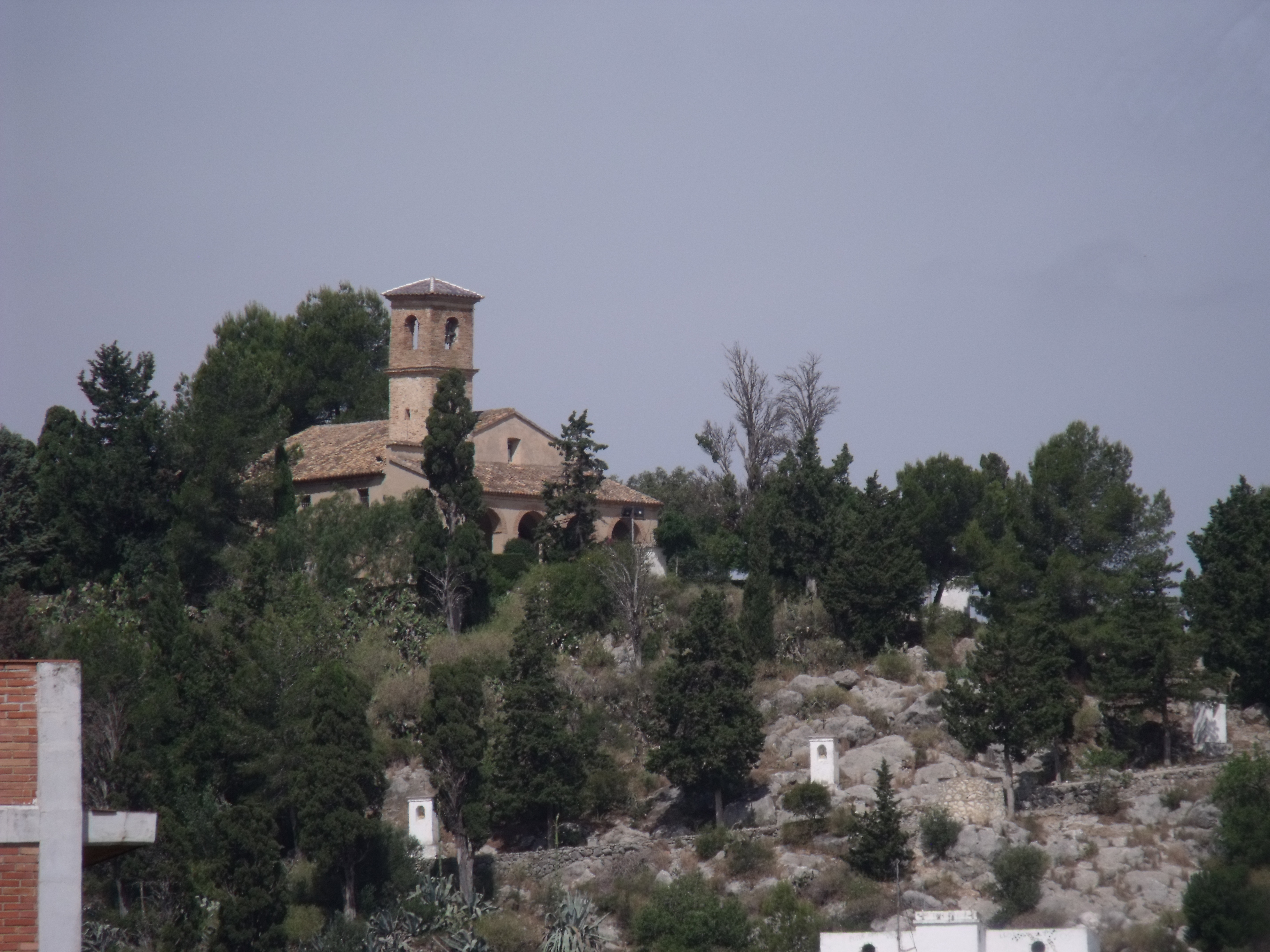
Ermita de San Antonio y Santa Bárbara
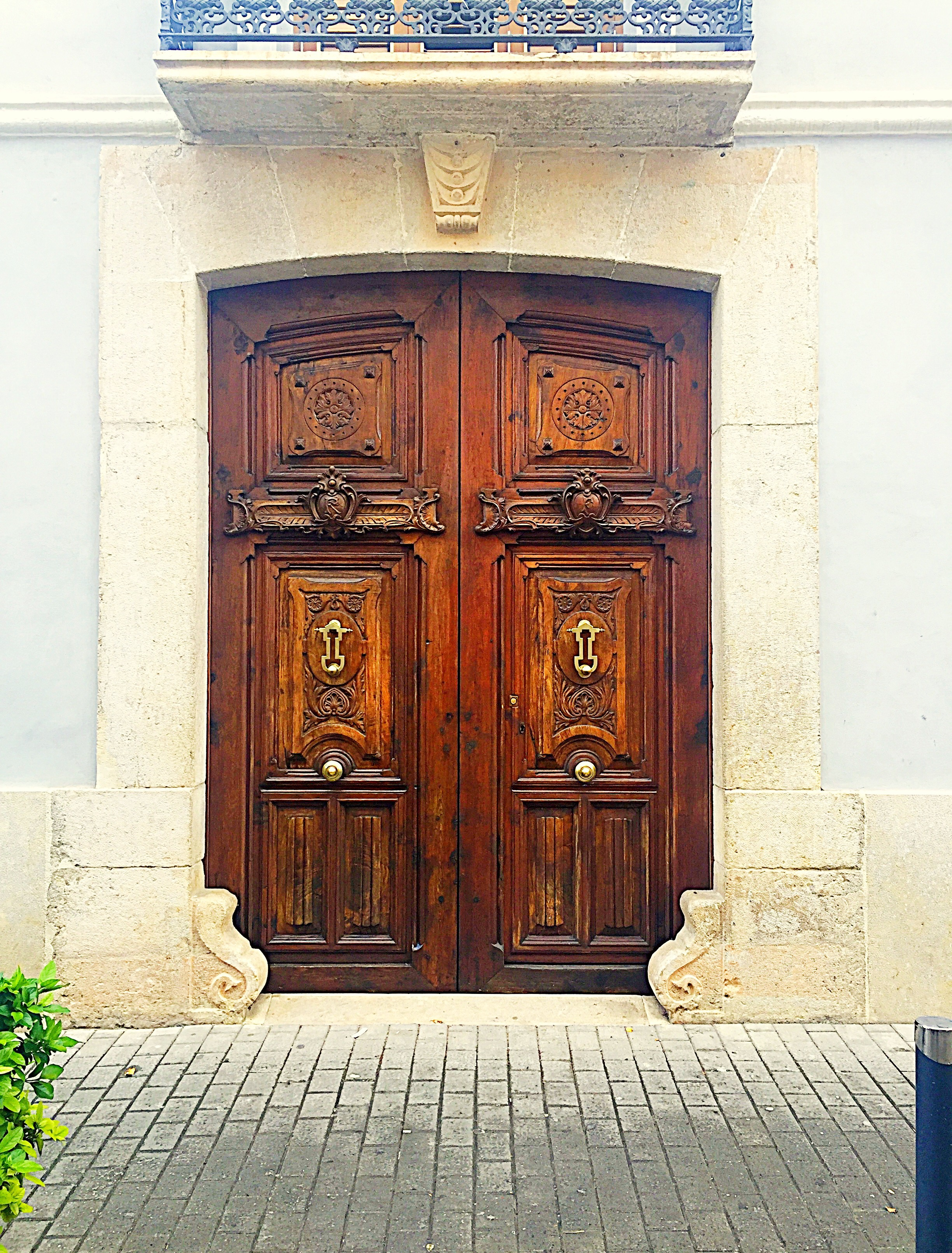
Casa Frasquet
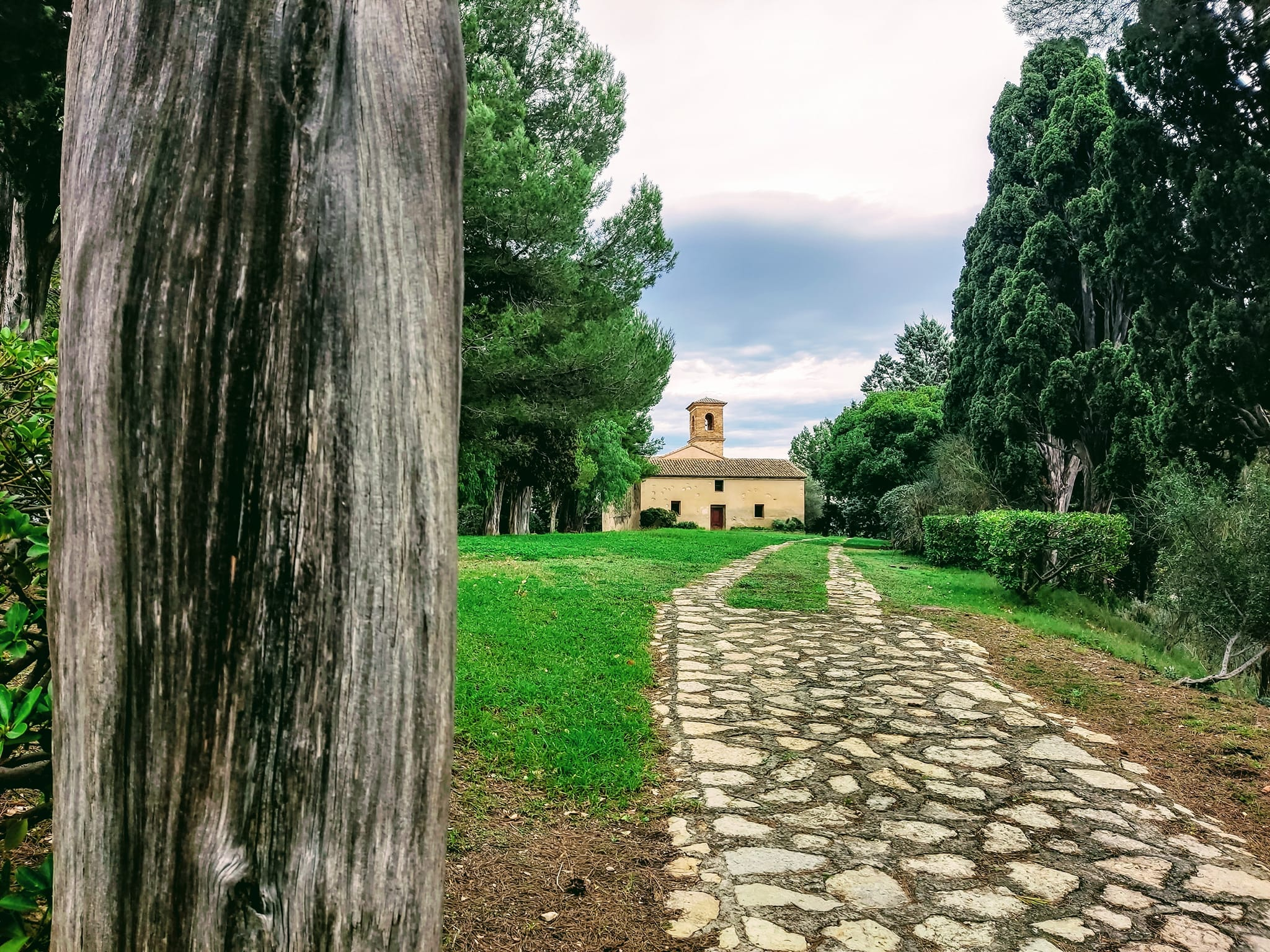
Ermita de Sant Antoni.

- Ermita de San Antonio y Santa Bárbara. Los santos titulares son San Antonio y Santa Bárbara. Fue construida a finales del siglo XVII, siendo restaurada entre 1985 y 1989.
- Iglesia parroquial de la Asunción de Nuestra Señora. Se empezó a construir en el año 1536, finalizándose las obras en los siglos posteriores. La fachada tiene muy poca ornamentación, destacando solamente la cornisa de líneas barrocas y una capillita situada sobre la puerta principal. El interior está constituido por tres naves con bòveda de cañón y crucero. En la intersección del crucero y la nave central está situada la cúpula. Tiene una girola que da acceso a una pequeña capilla posterior.
- Mezquita islámica. Situada en el núcleo histórico del pueblo. Es una de las pocas mezquitas que quedan en nuestro país, lo cual le da una gran importancia para estudiosos del arte y de nuestra historia. Consta de una parte cubierta o sala de oraciones y de un patio, con dos portadas de acceso. La sala cubierta es rectangular con dos naves, con seis bóvedas. La Quibla dirigida al sur viene señalada por el Mihrab, en forma de capilla. La decoración interior está realizada con baldosas de cerámica vidriada.
- Palacio Ducal. Se trata de los restos de un palacio construido por la familia Bellvís en los siglos XIV-XV, pasando posteriormente a la familia Borja, los cuales mejorarían y ampliarían este edificio. Servía de residencia veraniega de los Duques de Gandía, finalmente paso a propiedad de los Frasquet, familia de terratenientes locales que fueron sus últimos propietarios. Actualmente se conserva tan solo una parte de la fachada y algunas muestras de la barbacana.
- Horno de la Alfarería. El horno más antiguo del pueblo. Este horno, del siglo XVIII, formaba parte de una antigua alfarería, artesanía que hizo famosa nuestra población por la calidad y el tamaño de los cántaros que aquí se fabricaban y que dejó de funcionar en el primer tercio del siglo XX.
- Neveras o Cavas de Nieve. (Siglos XVI al XIX). Todavía se pueden encontrar algunas neveras en el término. Su función era la de ser depósito de nieve que era empleada en verano para conservar los alimentos, fabricar helados y como medicina para bajar las fiebres. La mejor conservada está situada en la partida dels Racons. Las neveras son construcciones cilíndricas, cubiertas con una cúpula, con una apertura por la parte lateral y que servían por recoger y conservar la nieve que caía en invierno para poder utilizarla en verano.
- La Font. Principios del siglo XX. Fuente que da nombre a una de las calles más características del pueblo. Junto a ello se encuentra el edificio de "el llavador" utilizado antiguamente para lavar la ropa, y la "bassa de la font" utilizada para el riego, y donde se celebra uno de los actos más populares de las fiestas de agosto que es "la remullà".
- Casa Frasquet "La Farmacia". Casa solariega de una antigua familia de la aristocracia local construida sobre la casa de la almazara señorial del s. XVIII tras abandonar y reparcelar dicha familia el Palacio Ducal de su propiedad. También es conocida como "La Farmacia" pues la albergó durante varias décadas. Aunque ha sido recientemente reconstruida cabe destacar la magnífica fábrica en estilo modernista de sus puertas monumentales.
- La Torre. Situada fuera del pueblo, es la antigua casa de un terrateniente, se trata de una torre construida a finales del s. XIX, que pese a su estado prácticamente en ruinas, aún deja entrever la belleza que poseía.

## Fiestas locales
- Virgen del Remedio. Las fiestas patronales de la población, se celebran los días 6, 7 y 8 de diciembre. Son las fiestas mayores del municipio, de carácter eminentemente religioso, conmemoran un milagro acontecido en Castellón atribuido a la Virgen del Remedio (Patrona de Castelló de Rugat). Entre los actos destaca, la "descoberta" del retablo de Ntra. Sra. del Remedio que se realiza la víspera de la fiesta (5 de diciembre), la "despertà" que empieza a las 06:00 de la mañana del día 6 desde la puerta de la iglesia recorriendo las calles de la población donde se realizan cantos tradicionales, los pasacalles de la Unió Musical Benicadell, los diferentes actos pirotécnicos y como no, la solemne procesión en honor de la Virgen del Remedio que llega a su punto más emocionante cuando el pueblo espera a su patrona en la plaza del Campanario. El día 7 se dedica al Cristo de la Fe y el día 8 a la Inmaculada Concepción. Cada día hay unos festeros que se encargan de organizarlo todo, para la Virgen del Remedio las festeras son las mujeres que cumplen 50 años, para el Cristo de la Fe los hombres de 60 años y para la Purísima las chicas de 18 años. Previo a estos días principales se realiza un pregón de las fiestas en la plaza del Campanario, una ofrenda de flores a la patrona y un solemne novenario en honor de la Virgen del Remedio. Además de las fiestas del mes de diciembre, el día 7 de octubre, se celebra la festividad litúrgica de la Virgen del Remedio, con un pasacalle y una misa en su honor.
- San Antonio Abad. Se celebra siempre el fin de semana tras el día de San Antonio (17 de enero) o el mismo día, si coincide en domingo. El sábado por la noche tiene lugar en la plaza la quema de la hoguera. El domingo es costumbre subir a la ermita, donde se celebra una misa en honor al Santo, se cantan los gozos, se bendicen animales y se reparte el pan bendito. Tradicionalmente se celebraba la "rifa del porquet" en la cual se sorteaba un cerdito, sin embargo con el paso de los años esta tradición se ha adaptado sorteándose un vale para gastar en comercio local. Desde hace unos años viene celebrándose un mercado medieval, lo que se llama "Porrat", donde intervienen prácticamente la totalidad de los comercios y asociaciones del pueblo, con gran participación de todos los vecinos de la localidad y de las poblaciones vecinas.
- Fiestas de agosto. Se celebran el fin de semana siguiente a la Festividad de la Asunción de la Virgen el 15 de agosto y en honor a "San Roque" patrón de la localidad. Son unas fiestas donde aquello más destacado es la participación del pueblo. La organización de las fiestas está con cargo a una Comisión de fiestas, que programa diversos actos lúdicos, deportivos y culturales, entre ellos cabe destacar la "Entrà de Moros i Cristians" que inició en 1985 la Filà Muladins, la "Remullà", la cabalgata de disfraces o la fiesta de las paellas. Todas las noches están amenizadas por verbenas.
- "Les Cassoletes". Se celebran el domingo siguiente al día de Santa Teresa, 15 de octubre, es una festividad instituida por una maestra de la escuela municipal, llamada Dª Teresa Estruch Lloret, que acostumbraba a celebrar el día de su Onomástica comiendo con sus alumnos en el entorno de la ermita, actualmente es costumbre en el pueblo subir a la ermita para comer allí la cazuela de arroz al horno.

## Gastronomía
De la gastronomía de la localidad destacan en la repostería: los pasteles de boniato (pastissets de moniato), de "cabello de ángel", coca de llanda, pasteles de almendra, rosquillas de anís, la fogassa, etc. Son muy apreciados sus embutidos y entre los platos típicos sobresalen: el arroz caldoso, arroz al horno, cocas de dacsa, coca de tomate y atún, pastissets de verduras, espencat.
Cuenta con vinos de mesa de la denominación de origen Valencia, Sub-zona Clariano: Vinos de crianza, variedad tempranillo y mistela de moscatel. Mención especial merece un vino blanco denominado l'Alba, que fue medalla de plata, perteneciente a la bodega de la localidad.